# Karl Petter Løken
Karl Petter Løken (født 14. august 1966 i Karlskoga, Sverige) er en norsk tidligere fodboldspiller (forsvarer/angriber).
Løken tilbragte størstedelen af sin karriere hos Trondheim-storklubben Rosenborg, som han repræsenterede i 12 sæsoner fra til 1996. Her var han med til at vinde hele syv norske mesterskaber og fire pokaltitler. I 1991-sæsonen blev han desuden Tippeligaens topscorer. Han sluttede sin karriere af med to sæsoner hos Stabæk.
Løken spillede desuden 36 kampe og scorede ét mål for norske landshold, som han debuterede for 14. november 1987 i et opgør mod Bulgarien. Han var en del af den norske trup til VM i 1994, men kom ikke på banen i turneringen, hvor nordmændene blev slået ud efter det indledende gruppespil.

## Titler
Norsk mesterskab
- 1988, 1990, 1992, 1993, 1994, 1995 og 1996 med Rosenborg

Norsk pokalturnering
- 1988, 1990, 1992 og 1995 med Rosenborg